# Bernuy de Porreros
Bernuy de Porreros ist eine Gemeinde in der spanischen Provinz Segovia. Sie liegt im Süden der Autonomen Region Kastilien und León, an der Nordwestabdachung der Sierra de Guadarrama. Sie hat 1.247 Einwohnern (Stand: 2024). 

## Geographie
Bernuy de Porreros liegt etwa fünf Kilometer nördlich vom Stadtzentrum von Segovia in einer Höhe von ca. 1015 m.
Bernuy de Porreros befindet sich innerhalb der Zone des kontinentalen mediterranen Klimas. 

## Bevölkerungsentwicklung
| Jahr      | 1970 | 1981 | 1991 | 2001 | 2011 | 2021 |
| Einwohner | 484  | 407  | 308  | 359  | 700  | 788  |

## Sehenswürdigkeiten
- Jakobuskirche (Iglesia de Santiago Apóstol)
- Ruine der Medelluskirche
- Ruine der Rochuskapelle

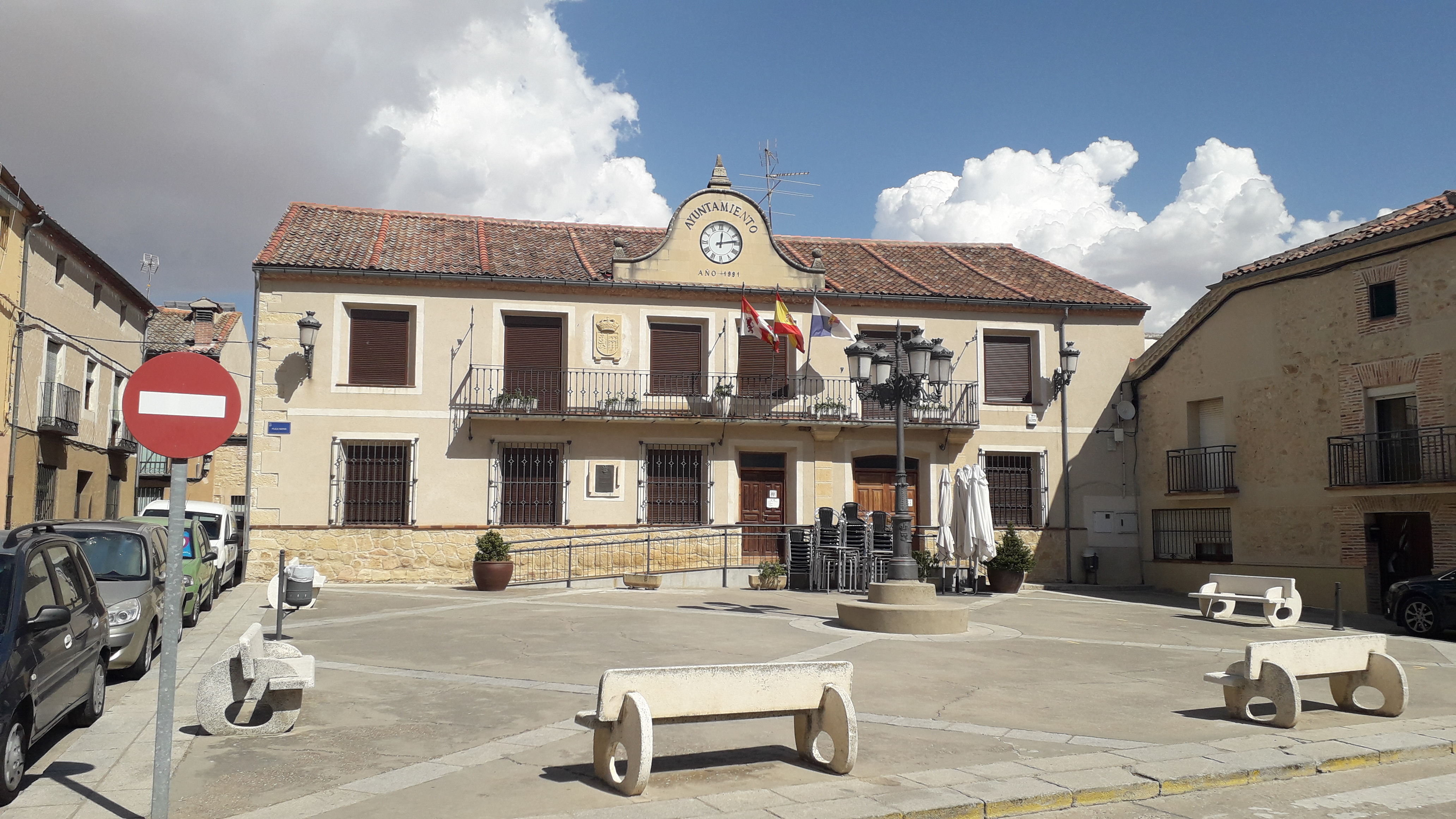
Rathaus